# واچرخندزایی
واچرخندزایی (انگلیسی: Anticyclogenesis) به گسترش و تقویت گردش واچرخندی در اتمسفر زمین گفته می‌شود. پدیده مخالف آن، واچرخندزدایی نام دارد که به معنای تضعیف یا زوال گردش واچرخندی در جوّ است. معادل چرخندی این پدیده چرخندزایی است که به ایجاد یا تقویت گردش چرخندی در جوّ اشاره دارد. واچرخند‌ها به‌عنوان سامانه‌های پرفشار نیز شناخته می‌شوند.

## فرایند
سامانه‌های پرفشار به دلیل فرونشینی هوا در تروپوسفر، لایه‌ای از اتمسفر که در آن وضع هوا روی می‌دهد، شکل می‌گیرند. بهترین مناطق برای تشکیل پرفشارها در یک الگوی جریان همدید در سطوح بالاتر تروپوسفر در زیر سمت غربی ناوه‌ها قرار دارند. بر روی نقشه‌های هواشناسی، این مناطق بادهای همگرا (خطوط هم‌تُندی) را نشان می‌دهند که به نام هم‌ریزگاه یا خطوط ارتفاعی همگرای نزدیک یا بالاتر از سطح غیر واگرایی، نیز شناخته می‌شود. این خطوط در نزدیکی سطح فشار ۵۰۰ هکتوپاسکال تقریباً در میانه راه تروپوسفر است. در نقشه‌های هواشناسی، مراکز پرفشار با حرف H که بر روی خطوط هم‌فشار با بالاترین مقدار فشار قرار می‌گیرد، مرتبط هستند. در نمودارهای سطح بالای فشار ثابت، مرکز پرفشار در خط تراز بالاترین ارتفاع قرار دارد.